# Юрьевка (Межевский район)
Юрьевка (укр. Юр'ївка) — село,
Новогригоровский сельский совет,
Межевский район,
Днепропетровская область,
Украина.
Код КОАТУУ — 1222685207. Население по переписи 2001 года составляло 49 человек.

## Географическое положение
Село Юрьевка находится на правом берегу реки Бык,
выше по течению на расстоянии в 4,5 км расположено село Наталовка,
ниже по течению на расстоянии в 2,5 км расположено село Новогригоровка.